# In Cold Blood
In Cold Blood – trzeci album Johnny’ego Thundersa, wydany w 1984 roku przez wytwórnię New Rose Records.

## Lista utworów
1. „In Cold Blood” (Johnny Thunders) – 2:28
2. „Just Another Girl” (Johnny Thunders) – 3:58
3. „Green Onions” (Steve Cropper/Al Jackson Jr./Booker T. Jones/Lewis Steinberg) – 5:08
4. „Diary of a Lover” (Johnny Thunders) – 3:11
5. „Look in My Eyes” (Johnny Thunders) – 1:59
6. „Intro” – 2:22
7. „Just Another Girl” (Johnny Thunders) – 1:22
8. „Too Much Junkie Business” (Johnny Thunders) – 3:00
9. „Sad Vacation” (Johnny Thunders) – 3:08
10. „Louie Louie” (Richard Berry) – 3:24
11. „Gloria” (Van Morrison) – 3:26
12. „Treat Me Like a Nigger” (Johnny Thunders) – 2:03
13. „Do You Love Me” (Berry Gordy Jr.) – 2:17
14. „Green Onions” (Johnny Thunders) – 1:23
15. „10 Commandments” (Steve Cropper/Al Jackson Jr./Booker T. Jones/Lewis Steinberg) – 3:12

- Utwory 1–2 nagrano w październiku 1982 w Downtown Studios (Boston)
- Utwory 3–5 nagrano w marcu 1982 w marcu 1982 w Euphoria Sound Studios (Revere)
- Utwory 6–15 podczas koncertu w Jonathan Swifts (Cambridge) 6 sierpnia 1982

## Skład
- Johnny Thunders – wokal (10, 11), gitara (1–15)
- Walter Lure – gitara (1–8, 11–15), wokal (6–8, 11–14)
- Joe Mazzari – gitara basowa (1–8, 11–15), gitara (10)
- Billy Rogers – perkusja (1–8, 11–15)
- Simon Ritt – gitara basowa (10)
- Keith Chagnon – perkusja (10)